# 魏 (戦国)
魏（ぎ、紀元前453年あるいは紀元前403年 - 紀元前225年）は、中国戦国時代に存在した国。晋文字の国名は𫵾で、楚文字の国名は𩲈。戦国七雄の一つ。紀元前453年に韓・趙と共に晋から独立し、その地を三分した。このため、この三国のことを三晋という。また魏は、東西に領土が広がっていたため東に斉、西に秦、南に韓と楚、北東に趙と国境を接していた。首府は安邑、のちに遷都して大梁。

## 歴史

### 前史
魏の始祖は周の武王の弟である畢公高（ひつこうこう）である。父文王を初めとした周歴代の君主の遺体が埋葬された畢に封じられたために畢公の高（名前）と呼ばれる。その後春秋時代に入り、子孫の畢万が畢を奪われた後に晋まで一族を率いて流れてきた所を、晋の分家の曲沃の武公に拾われて仕官する。その後、次代の献公のもとで軍功を挙げた事で魏の地に奉ぜられ、以後畢万は魏万と名乗るようになった。
その後魏家は、畢万の孫の魏犨の頃から徐々に晋の中で力を持つようになり、春秋時代末期の魏舒の代には政治を行う大臣の六家（六卿）の一つとなり、紀元前453年に魏駒が同じく晋の大臣の一族である智氏を滅ぼして、韓・趙と共に晋から独立した。

### 戦国の覇者

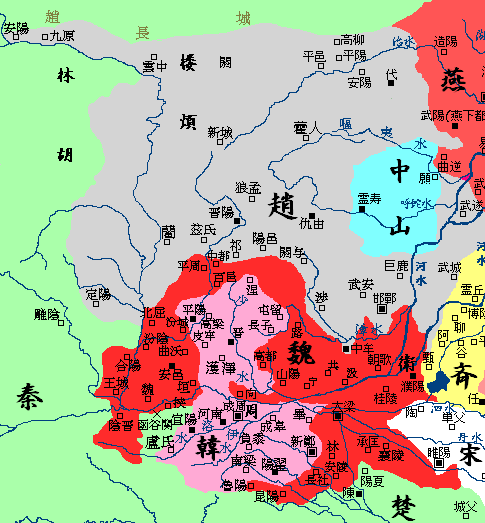
三晋地図

紀元前445年に即位した文侯の治世では、内政の李克・西門豹、軍事の呉起・楽羊らの働きで、周辺諸国を討って国力盛んとなり、七雄の中の最強国となった。紀元前403年、韓・趙と共に諸侯の列に加えられると、これより戦国時代が始まる。
紀元前396年に文侯が没すと、子の武侯が後継となった。しかし疎んじていた河西の太守、呉起が楚へ亡命した。ただ武侯も優れた君主であったため、国力を保てていた。しかしこの頃より周囲には新規開拓の余地が無くなり、領土を広げるためには他国へ攻め入るしか無くなってきた。しかし、戦争はまだまだ続き国家財政には負担と成り始めた。

### 東西からの外圧と信陵君

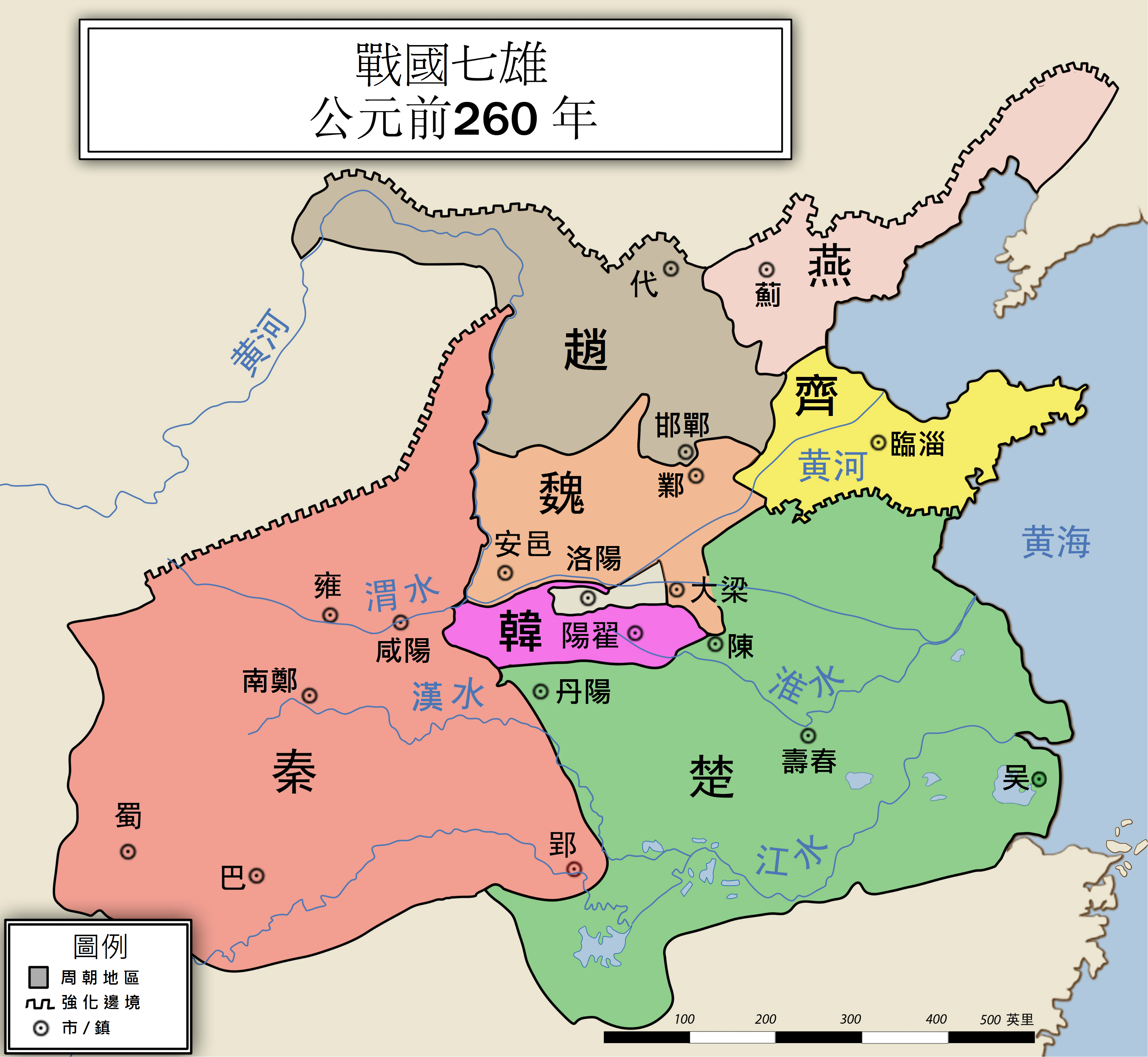
紀元前260年の戦国七雄

紀元前370年、武侯が没すと、子の恵王の治世中に斉の孫臏に大敗する（馬陵の戦い）（紀元前342年）。更に、商鞅の変法により国力を急激に増大させた秦には、紀元前340年に商鞅率いる軍に大敗して黄河以西を失ったため、秦の圧力を恐れて安邑から、東方の大梁（現在の開封）へ遷都した。これ以降は国の名前を梁とも呼ばれる。ここで文侯以来保ってきた覇者の座から滑り落ちた。
その後、自国の宰相であった魏斉にかつて辱められた食客の范雎を、遠交近攻策の提唱などで重臣に採用した秦から圧迫され、秦への対策では苦しい状態が続く。
しかし、公子の無忌こと信陵君が紀元前247年に五か国連合軍を率いて、秦の侵攻軍を破った。信陵君は戦国四君に挙げられるほどの傑物となったが、その後は勝手に軍を動かしたと糾弾されたため趙に身を隠した。のちに魏へ召還されても兄の安釐王の猜疑は深く、要職から遠ざけられて、酒びたりになり、そのまま死去した。
信陵君の死後、魏は秦に抵抗できず、次々と領土を削られる。更に秦王政（後の始皇帝）の治世下と成って、ますます強勢化した秦から攻められた。
紀元前225年、秦の将軍王賁に都の大梁を水攻めにされたことにより、魏王假が降伏し、魏は滅亡した。
のち、秦末に魏王の子孫である魏咎、次いで魏豹を王として一時復興した。
また、漢の文帝の母の薄氏は魏王家出身であった。

## 歴代君主

### 魏氏当主
1. 畢万
2. 芒季

| 諡号                                   | 姓名                                   | 在位年数 | 在位                          | 血縁                                                  |
| -------------------------------------- | -------------------------------------- | -------- | ----------------------------- | ----------------------------------------------------- |
| 武子                                   | 魏犨 『世本』名魏州                    |          | ? - 紀元前594年以後           | 畢万の孫、芒季の子 『史記』では畢万の子（誤記）       |
| 悼子                                   | 不明                                   |          |                               | 魏犨の子                                              |
| 昭子 『世本』や 『春秋左氏伝』では荘子 | 魏絳                                   |          | ? - 紀元前550年以後           | 『春秋人譜』では魏犨の子 『史記』では魏顆の子（誤記） |
| 献子                                   | 魏荼 『春秋左氏伝』では魏舒            |          | ? - 紀元前509年以後           | 魏絳の子 『史記』では魏嬴の子、魏絳の孫（誤記）       |
| 簡子                                   | 魏取                                   |          | ? - 紀元前509年               | 魏荼の子                                              |
| 襄子                                   | 魏侈 魏哆とも 『春秋左氏伝』では魏曼多 |          | 紀元前508年 - 紀元前482年以後 | 魏取の子 『史記』では魏荼の子（誤記）                 |
| 桓子 『韓非子』『説宛』では宣子        | 魏駒                                   |          | ? - 紀元前446年               | 魏侈の子 『史記』では魏侈の孫（誤記）                 |

### 魏国の君主
| 諡号   | 姓名 | 在位年数 | 在位                                               |
| ------ | ---- | -------- | -------------------------------------------------- |
| 文侯   | 魏斯 | 50       | 紀元前445年 - 紀元前396年（紀元前403年に侯爵）     |
| 武侯   | 魏擊 | 26       | 紀元前395年 - 紀元前370年                          |
| 恵王   | 魏罃 | 51       | 紀元前369年 - 紀元前319年（紀元前334年に王号自称） |
| 襄王   | 魏嗣 | 23       | 紀元前318年 - 紀元前296年                          |
| 昭王   | 魏遫 | 19       | 紀元前295年 - 紀元前277年                          |
| 安釐王 | 魏圉 | 34       | 紀元前276年 - 紀元前243年                          |
| 景湣王 | 魏午 | 15       | 紀元前242年 - 紀元前228年                          |
| 王假   | 魏假 | 3        | 紀元前227年 - 紀元前225年                          |

## 人物

### 将軍
- 公叔痤
- 新垣衍
- 晋鄙
- 芒卯
- 衛慶
- 公孫喜
- 龐涓

### 謀臣
- 任章
- 翟璜
- 李悝
- 田繻
- 恵施
- 公孫衍
- 張儀
- 翟強
- 魏斉
- 范痤
- 孔斌
- 孫臣
- 顔恩
- 須賈
- 縮高
- 侯嬴

### 箭手
- 更羸

### 公子
- 信陵君

### その他
- 段干崇
- 朱亥